# کرانچی‌رول

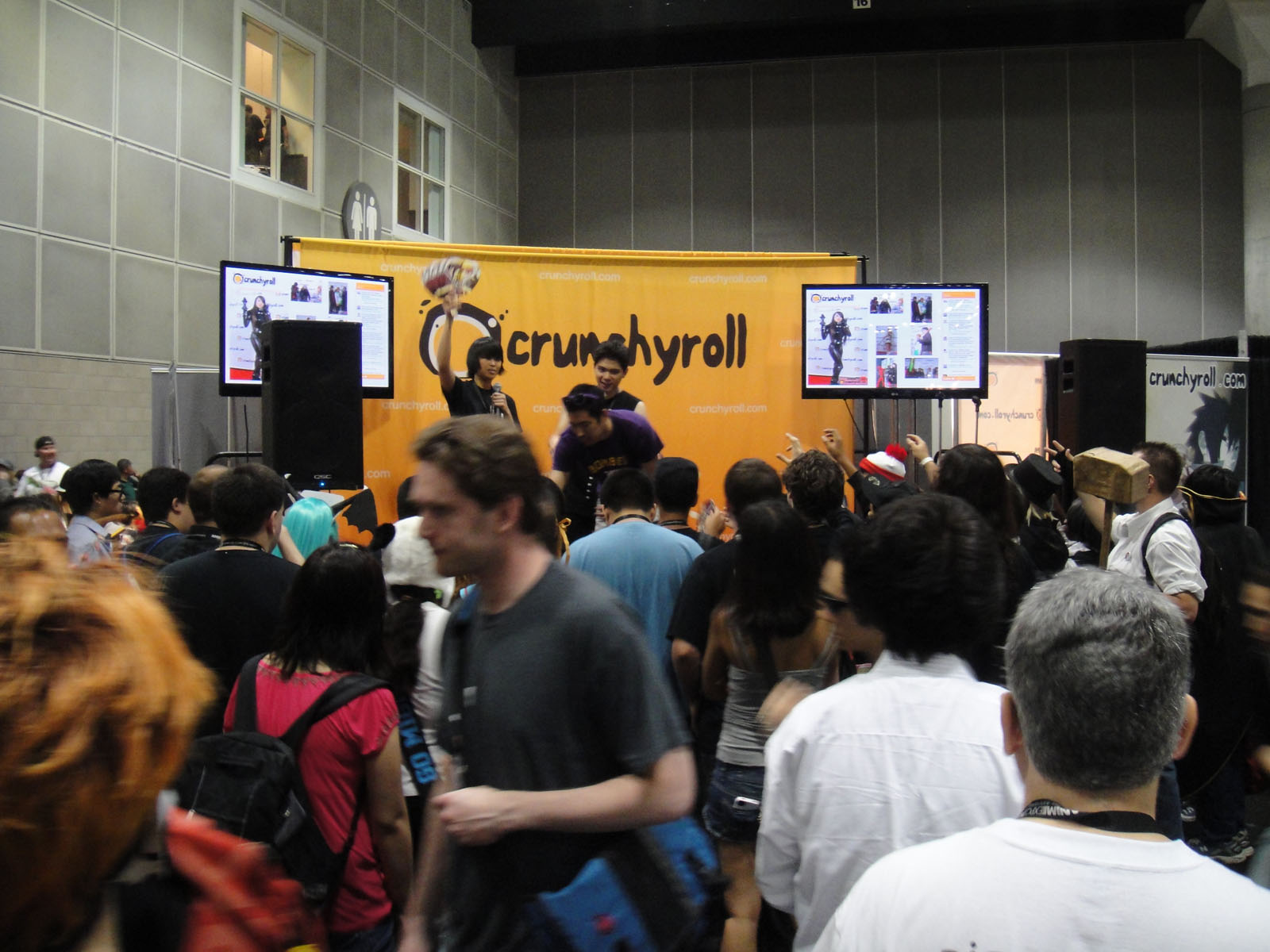
Anime Expo 2011

این نوشتار در مورد یک سرویس پخش ویدئو است. برای شرکتی با این نام به کرانچی‌رول ال‌ال‌سی رجوع کنید.
کرانچی‌رول (Crunchyroll) یک سرویس ویدئو به‌درخواست خدمات رسانه‌ای بر فراز اینترنت پخش جاری آمریکایی است که متعلق به سونی است. این سرویس در درجه اول فیلم‌ها و سریال‌های تلویزیونی تولید شده توسط سینمای آسیای شرقی، از جمله انیمه را توزیع می‌کند و دفتر مرکزی آن در سان فرانسیسکو است و یک شعبه ژاپنی در شیبویا-کو، توکیو، توکیو دارد.
کرانچی‌رول در سال ۲۰۰۶ توسط گروهی از فارغ‌التحصیلان دانشگاه کالیفرنیا، برکلی تأسیس شد، و محتوا را به بیش از ۱۲۰ میلیون کاربر ثبت‌شده در سراسر جهان ارائه می‌دهد. کرانچی‌رول قبلاً زیرمجموعه اوتر مدیا متعلق به ای‌تی‌اندتی/وارنر مدیا بود و از سال ۲۰۱۶ تا ۲۰۱۸، این شرکت با فانیمیشن همکاری کرد که سونی در سال ۲۰۱۷ آن را خریداری کرد و در نهایت پس از خریداری کرانچی‌رول توسط سونی از AT&T در سال ۲۰۲۱ در سال ۲۰۲۲ با برند خود ادغام شد.
کرانچی‌رول عضو انجمن انیمیشن‌های ژاپنی (AJA) است.